# Сэвидж, Лиза
Ли́за Сэ́видж (англ. Lisa Savage) — канадская кёрлингистка.

## Достижения
- Чемпионат мира по кёрлингу среди женщин: золото (1996).
- Чемпионат Канады по кёрлингу среди женщин: золото (1996).

## Команды
| Сезон   | Четвёртый    | Третий        | Второй        | Первый            | Запасной                         | Турниры           |
| ------- | ------------ | ------------- | ------------- | ----------------- | -------------------------------- | ----------------- |
| 1992—93 | Ким Геллард  | Кори Беверидж | Лиза Сэвидж   | Sandy Graham      |                                  | ЧКЮ 1993          |
| 1993—94 | Ким Геллард  | Кори Беверидж | Лиза Сэвидж   | Sandy Graham      | Heather Crockett                 | ЧМЮ 1994          |
| 1995—96 | Мэрилин Бодо | Ким Геллард   | Кори Беверидж | Джейн Хупер-Перру | Лиза Сэвидж                      | ЧК 1996 · ЧМ 1996 |
| 1996—97 | Мэрилин Бодо | Ким Геллард   | Кори Беверидж | Джейн Хупер-Перру | Лиза Сэвидж тренер: Mary Gellard | ЧК 1997 (8 место) |

(скипы выделены полужирным шрифтом)

## Частная жизнь
Её отец — Пол Сэвидж, кёрлингист, чемпион мира среди мужчин 1983, серебряный призёр зимних Олимпийских игр 1998.